# Georges Cazeaux-Cazalet
Georges-Barthélémy Cazeaux-Cazalet, né le 23 avril 1861 à Loupiac et mort le 12 novembre 1911 à Cadillac, est un homme politique français.

## Biographie
S'occupant de viticulture et de questions concernant l'exploitation des vignobles, il prend part à la création en 1884 du Comice agricole et viticole de Cadillac, fut secrétaire du congrès international sur le phylloxera à Bordeaux en 1886, rapporteur de plusieurs congrès de viticulture et présida l'installation d'un institut œnologique et viticole au château de Cadillac, inauguré le 21 mai 1905.
Il a publié dans le Bulletin du Comice de Cadillac et la Revue de Viticulture entre 1885 et 1904 diverses études sur le greffage, l'incision annulaire, le rognage, le pincement, l'effeuillage, la taille de la vigne, le mildiou, le Black-rot ou le traitement de la pomme de terre par la bouillie bordelaise. En 1892, il publie ses observations sur la chlorose des vignes et les moyens de la prévenir. Il a collaboré, en faisant la monographie des cépages de la Gironde à l'Ampélographie universelle, publiée sous la direction de Pierre Viala, Inspecteur général de la viticulture. En 1898, il fut chargé par la Société des Viticulteurs de France du rapport sur les questions touchant à la vente et à la fraude des vins.
Il a présenté au Jury des vins, lors de l'Exposition Universelle de 1900 un rapport sur la Gironde viticole. Après les débats sur la question des bouilleurs de cru, il a publié une brochure en 1903. En 1904, il a déposé à la Chambre des Députés une proposition de loi tendant à réprimer la fabrication des vins artificiels.
Maire de Cadillac à partir de 1896, Conseiller général du canton de Cadillac à partir de 1899, il est élu député républicain de la Gironde, au deuxième tour de scrutin, par 8 198 voix contre 6 575 à Blanchy, candidat nationaliste et ancien officier. Il a obtenu sa réélection en 1906.

## Distinctions
- Chevalier de la Légion d'honneur
- Commandeur de l'ordre du Mérite agricole

### Sources
- « Georges Cazeaux-Cazalet », dans le Dictionnaire des parlementaires français (1889-1940), sous la direction de Jean Jolly, PUF, 1960 [détail de l’édition]
- Sylvie Guillaume et Bernard Lachaise (Université Bordeaux-Montaigne. Centre aquitain de recherches en histoire contemporaine), Dictionnaire des parlementaires d'Aquitaine sous la Troisième République, Talence, Presses Universitaires de Bordeaux, 1998, br, couv. ill.; 624, 24 cm (ISBN 2-86781-231-3 et 9782867812316, OCLC 468077217, BNF 37035405, SUDOC 045199868, présentation en ligne, lire en ligne), p. 198 à 200